# Мардефельт, Арвид Аксель
Барон Арвид Аксель Мардефельт (швед.  Arvid Axel Mardefelt; 1655 — 18 мая 1708) — шведский военачальник, генерал от инфантерии (1706), сын шведского фельдмаршала Конрада Мардефельта.

## Биография
Начал службу в гвардии в 1677 году, участвовал в войне за Сконе, затем в походе вспомогательного шведского корпуса на Рейн в 1690 году. С 1693 года — подполковник Зюдерманландского пехотного полка, 1697 года — полковник.
В 1699 году направлен со своим полком в немецкие провинции Швеции, с началом Северной войны в 1700 году оборонял Фридрихштадт в Гольштейне от датчан, отказался капитулировать и попал в плен при захвате крепости, однако вскоре освобождён по Травендальскому миру.
Позже стоял со своим полком в Мекленбурге и Померании, с 1702 года участвовал в Польском походе Карла XII. С 1703 года — генерал-майор пехоты, действовал в Западной Польше во главе самостоятельного отряда под началом генерала Реншильда, отличился при захвате Познани в сентябре 1703 года и обороне этой крепости в 1704 году.
5 января 1706 года (по шведскому календарю) произведен в генералы от инфантерии (минуя звание генерал-лейтенанта). С отличием сражался под началом Реншильда при Фрауштадте 2 (13) февраля 1706 года (3 февраля по шведскому календарю).
Во время похода Карла XII в Саксонию оставлен с несколькими полками в Западной Польше, в битве при Калише 18 (29) октября 1706 года потерпел поражение и взят в плен. Вскоре освобождён Августом II.
Поражение при Калише не пошатнуло доверие к нему Карла XII, однако принять участие в Русском походе Карла XII Мардефельт не сумел: он умер от подагры 18 мая 1708 года на территории Великого княжества Литовского, прежде чем шведская армия двинулась на восток.